# Masalia albida
Masalia albida är en fjärilsart som beskrevs av George Francis Hampson 1905. Masalia albida ingår i släktet Masalia och familjen nattflyn. Inga underarter finns listade i Catalogue of Life.